# Matías Ignacio García
Matías Ignacio García (Buenos Aires, Argentina; 11 de noviembre de 1995) es un futbolista argentino. Juega como mediocampista defensivo y su primer equipo fue Argentinos Juniors. Actualmente milita en San Martín de Tucumán, de la Primera Nacional.

## Trayectoria
Matías Ignacio García realizó su debut profesional con  Argentinos Juniors, el 23 de marzo de 2013 en la derrota frente Sportivo Belgrano, en un partido correspondiente a la Copa Argentina 2012-13. Este sería el único partido que disputó con el conjunto de La Paternal, aunque formó parte de los planteles que lograron el ascenso a la Primera División de Argentina en 2014 y 2017.
Luego de varios años en los que no pudo afianzarse en Argentinos Juniors y otros equipos del fútbol argentino, y de una experiencia en el exterior con Liga de Portoviejo de Ecuador, en el cual si logró tener más rodaje, en 2022 se une a Sol de Mayo de Viedma del Torneo Federal A, con el que logró tener la continuidad que años anteriores no la había logrado conseguir, con los que disputó 30 partidos, y anotó su primer gol como profesional, el 11 de noviembre de ese año, en la victoria 3 a 0 frente a Cipolletti, por la fecha 29 del campeonato.
En 2023 se va a jugar a Güemes de Santiago del Estero, de la Primera Nacional, con los que jugó 31 partidos a lo largo del año que duró su estadía en el club.
Para el Campeonato de Primera Nacional 2024 es anunciado como refuerzo de San Martín de Tucumán, en el cual, luego de tener un comienzo irregular en su nivel futbolístico, se volvió una pieza fundamental, y uno de los jugadores con mejor rendimiento, del equipo que llegó a disputar la final por ascenso a primera división, que luego terminaría en derrota 2 a 0 frente a Aldosivi de Mar del Plata.

## Estadísticas

### Clubes
Actualizado hasta su último partido disputado el 17 de agosto de 2025.
| Club                             | Div.          | Temporada     | Liga  | Liga  | Copas nacionales | Copas nacionales | Torneos internacionales | Torneos internacionales | Total | Total |
| Club                             | Div.          | Temporada     | Part. | Goles | Part.            | Goles            | Part.                   | Goles                   | Part. | Goles |
| -------------------------------- | ------------- | ------------- | ----- | ----- | ---------------- | ---------------- | ----------------------- | ----------------------- | ----- | ----- |
| Argentinos Juniors Argentina     | 1.ª           | 2012-13       | —     | —     | 1                | 0                | —                       | —                       | 1     | 0     |
| Argentinos Juniors Argentina     | Total club    | Total club    | 0     | 0     | 1                | 0                | 0                       | 0                       | 1     | 0     |
| Arsenal de Sarandí Argentina     | 1.ª           | 2017-18       | 3     | 0     | 1                | 0                | —                       | —                       | 4     | 0     |
| Arsenal de Sarandí Argentina     | Total club    | Total club    | 3     | 0     | 1                | 0                | 0                       | 0                       | 4     | 0     |
| C. A. Unión Argentina            | 1.ª           | 2018-19       | —     | —     | 1                | 0                | —                       | —                       | 1     | 0     |
| C. A. Unión Argentina            | Total club    | Total club    | 0     | 0     | 1                | 0                | 0                       | 0                       | 1     | 0     |
| Chacarita Juniors Argentina      | 2.ª           | 2019-20       | 2     | 0     | —                | —                | —                       | —                       | 2     | 0     |
| Chacarita Juniors Argentina      | Total club    | Total club    | 2     | 0     | 0                | 0                | 0                       | 0                       | 2     | 0     |
| Liga de Portoviejo · Ecuador     | 1.ª           | 2020          | 18    | 0     | —                | —                | —                       | —                       | 18    | 0     |
| Liga de Portoviejo · Ecuador     | Total club    | Total club    | 18    | 0     | 0                | 0                | 0                       | 0                       | 18    | 0     |
| Defensores de Belgrano Argentina | 2.ª           | 2021          | 7     | 0     | 1                | 0                | —                       | —                       | 8     | 0     |
| Defensores de Belgrano Argentina | Total club    | Total club    | 7     | 0     | 1                | 0                | 0                       | 0                       | 8     | 0     |
| C. S. y D. Sol de Mayo Argentina | 3.ª           | 2022          | 29    | 1     | 1                | 0                | —                       | —                       | 30    | 1     |
| C. S. y D. Sol de Mayo Argentina | Total club    | Total club    | 29    | 1     | 1                | 0                | 0                       | 0                       | 30    | 1     |
| C. A. Güemes Argentina           | 2.ª           | 2023          | 31    | 0     | —                | —                | —                       | —                       | 31    | 0     |
| C. A. Güemes Argentina           | Total club    | Total club    | 31    | 0     | 0                | 0                | 0                       | 0                       | 31    | 0     |
| San Martín (T) Argentina         | 2.ª           | 2024          | 35    | 0     | —                | —                | —                       | —                       | 35    | 0     |
| San Martín (T) Argentina         | 2.ª           | 2025          | 24    | 1     | 2                | 0                | —                       | —                       | 26    | 1     |
| San Martín (T) Argentina         | Total club    | Total club    | 59    | 1     | 2                | 0                | 0                       | 0                       | 61    | 1     |
| Total carrera                    | Total carrera | Total carrera | 149   | 2     | 7                | 0                | 0                       | 0                       | 156   | 2     |
| 1. 2.                            |               |               |       |       |                  |                  |                         |                         |       |       |

## Palmarés

### Campeonatos nacionales
| Título             | Club               | País      | Año     |
| ------------------ | ------------------ | --------- | ------- |
| Primera B Nacional | Argentinos Juniors | Argentina | 2016-17 |

### Otros logros
- Ascenso a la Primera División de Argentina con Argentinos Juniors en 2014.